# Celaeno-fragmenten
Celaeno-fragmenten är fiktiva handskrivna texter, skapade av författaren August Derleth.
Namnet Celaeno syftar på en avlägsen planet där ett enormt bibliotek med utomjordisk litteratur finns. I Derleths bok "The Trail of Cthulhu" (1944) reser professor Laban Shewsbury till planeten för att undgå Cthulhus hantlangare. 1915 skrev Shrewsbury Celaeno-fragmenten som baseras på de översättningar han kommer ihåg från böckerna i Celaenos bibliotek. Endast ett exemplar finns vilket förvaras på Miskatonic University. Kort efter att exemplaret togs till universitetet försvann Shewsbury dock under mystiska förhållanden. Innan försvinnandet hann professorn skriva texten "Cthulhu in the Necronomicon" som även den finns på Miskatonic University.